# Uwe Möhrle
Uwe Möhrle (Überlingen, Baden-Württemberg, 3 de desembre de 1979) és un futbolista alemany que actualment juga com a defensa al primer equip del FC Augsburg. És el capità del seu equip. Va començar com a futbolista al SV Großschönach.